# Acerentomon balcanicum
Acerentomon balcanicum är en urinsektsart som beskrevs av Ionesco 1933. Acerentomon balcanicum ingår i släktet Acerentomon och familjen lönntrevfotingar. Inga underarter finns listade i Catalogue of Life.